# Гамбургский метрополитен
Гамбургский метрополитен (нем. Hamburger U-Bahn) представляет собой схожую с берлинским метрополитеном систему рельсового общественного транспорта, проходящую в тоннелях и на эстакадах. Метрополитен тесно связан с наземным скоростным транспортом, гамбургским S-Bahn’ом, поезда могут нырять под землю и снова подниматься на поверхность. Они составляют по сути единую систему общественного транспорта второго по размеру города Германии.
U-bahn был открыт в феврале 1912 года. Общая длина четырёх линий гамбургского метро составляет 106,4 километров. В 2019 году было перевезено около 218 миллионов пассажиров. Гамбургский метрополитен отличается тем, что большая часть участков проходит по поверхности и на эстакадах, охватывая в основном северную часть города.
Сеть использует стандартную европейскую колею с третьим рельсом, по которому подаётся постоянный ток напряжением 750 Вольт.

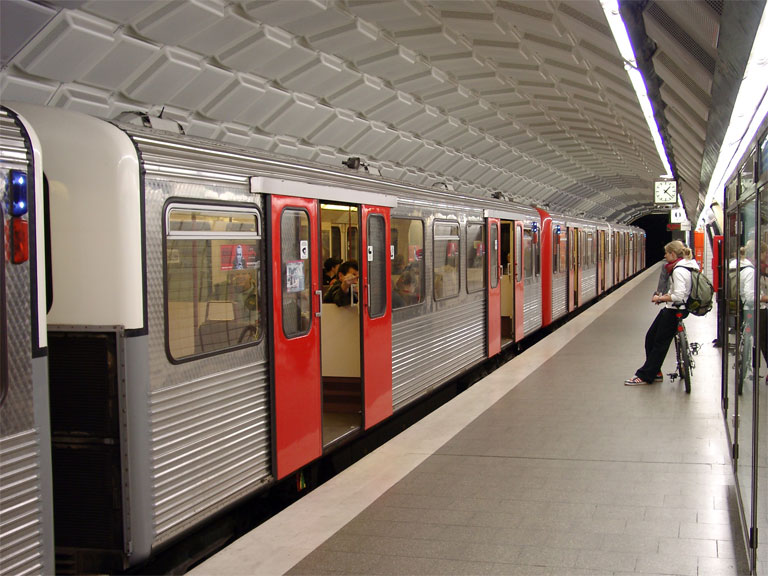
Одна из станций Гамбургского метрополитена

## Сеть линий и интервал движения
Сеть линий начинается в центре города и продолжается в северном направлении. На четырёх линиях общей длиной около 106 км расположено 93 станции. Самой длинной линией является U1, длина её составляет 55,4 км. Самая короткая линия — U4, длиной 13,3 км.
Поезда ходят с интервалом от 5 до 10 минут, в час пик интервал движения поездов составляет 2½ минуты. Ранним утром и поздним вечером, а также на некоторых внешних участках сети поезда ходят раз в 20 минут. Начиная с декабря 2004 года в ночь с пятницы на субботу и с субботы на воскресенье поезда ходят без перерывов каждые 20 минут.

### Линии
На данный момент сеть состоит из линий U1, U2, U3 и U4, при этом линия U1 обслуживает две различные ветки сети. Линия U1 отмечается на плане синим цветом, U2 красным и U3 жёлтым. Обозначения линий U1 и U2 были введены в 1966 году, через год было введено обозначение U3. Линия U4 — самая новая, введена в эксплуатацию осенью 2012 года. Она соединила Hafencity с Jungfernstieg.
| Линия | Участок                                     | Введение в эксплуатацию | Станции |
| ----- | ------------------------------------------- | ----------------------- | ------- |
| U1    | Norderstedt Mitte ↔ Ohlstedt / Großhansdorf | 1914 до 1996            | 41 / 45 |
| U2    | Niendorf Nord ↔ Mümmelmannsberg             | 1913 до 1991            | 25      |
| U3    | Barmbek ↔ Wandsbek-Gartenstadt              | 1912 до 1921            | 25      |
| U4    | Überseequartier ↔ Billstedt                 | 2012 до 2018            | 12      |

## Подвижной состав
Эксплуатируются составы DT4 и DT5. Это трёхвагонные составы, обычно сцепляемые по два. При этом колёсные тележки находятся под кабинами и между вагонами (четыре тележки на три вагона), что обусловлено малым радиусом кривых. Таким образом, вагоны совсем небольшие — всего две пары дверей.

## Оплата проезда
Станции метро Гамбурга расположены в нескольких зонах, стоимость проезда по каждой разная. Так, единоразовый билет стоит от €1,70 до €3,30 в зависимости от дальности поездки. Также есть дневной билет (действует с момента активации до 6:00 следующего дня), который позволяет совершить неограниченное количество поездок в указанный промежуток времени, его стоимость €7,80. Кроме того, есть абонементы на 1 неделю стоимостью €13,70 в пределах 1 зоны и €17,90 в пределах двух зон, на 1 месяц — €52,20 в пределах 1 зоны и €68,20 — в пределах двух зон. Дети до 6 лет могут пользоваться метрополитеном бесплатно.